# Valkhof Museum
Valkhof Museum (voorheen Museum het Valkhof) is een museum in de stad Nijmegen, in de Nederlandse provincie Gelderland. Het museum bestaat sinds 1998 en is ontstaan uit het samengaan van het Museum G.M. Kam (1922) voor archeologie en de Commanderie van St. Jan voor oude en moderne kunst. De collectie van het museum omvat archeologische vondsten, oude kunst en kunstnijverheid en moderne kunst. In november 2008 werd de statutaire naam van het museum gewijzigd in Stichting Museum Het Valkhof-Kam. Per 2022 werd de naam Museum Het Valkhof Valkhof Museum. Vanwege verbouwing is het museum gesloten van 1 oktober 2022 tot voorjaar 2025. Vanaf 1 maart 2023 is er een tijdelijke expositieruimte gevestigd aan het Keizer Karelplein.
Het museum besteedt veel aandacht aan de limes, de grens van het Romeinse Rijk waarvan het Nederlandse deel in 2021 is geregistreerd als UNESCO werelderfgoed. Nijmegen was een belangrijke nederzetting van de Romeinen. Het Valkhof Museum heeft een van de meest complete Romeinse verzamelingen van Europa.

## Gebouw

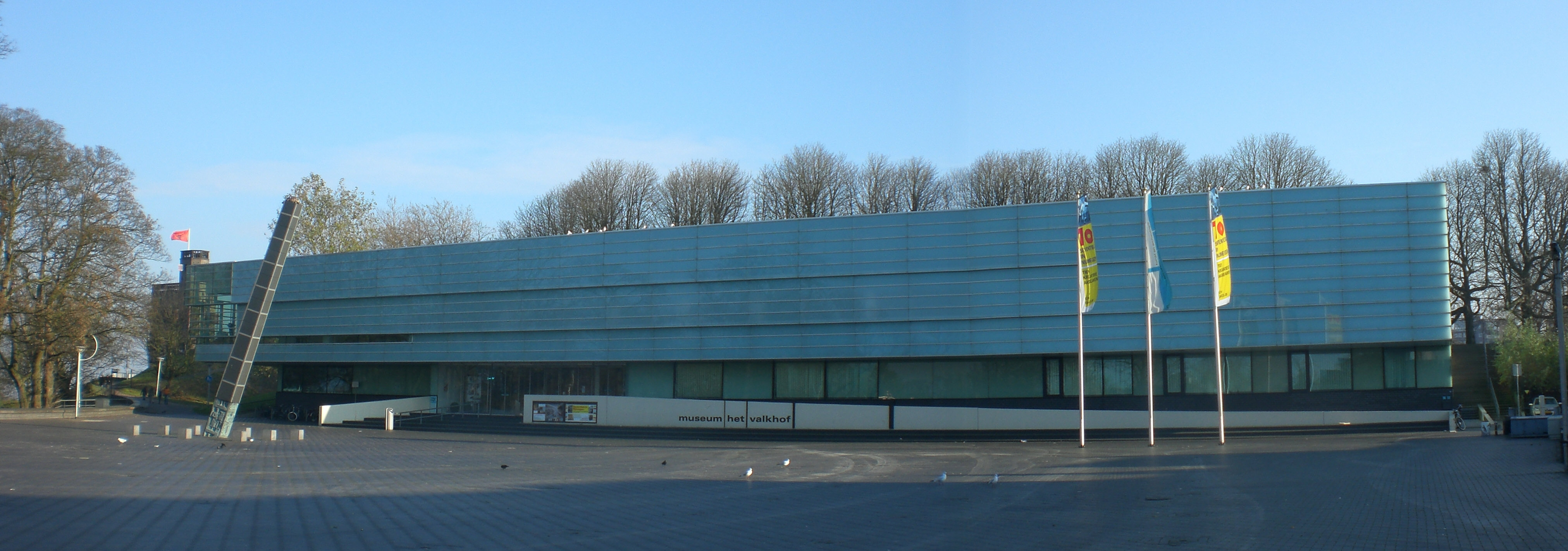
Buitenzijde museum Het Valkhof. Op de plaats waar in 1980 de godenpijler werd gevonden, staat sinds 2005 de zonnewijzer Noviomagus, in 2004 ontworpen door Rutger Fuchs en Ram Katzir.

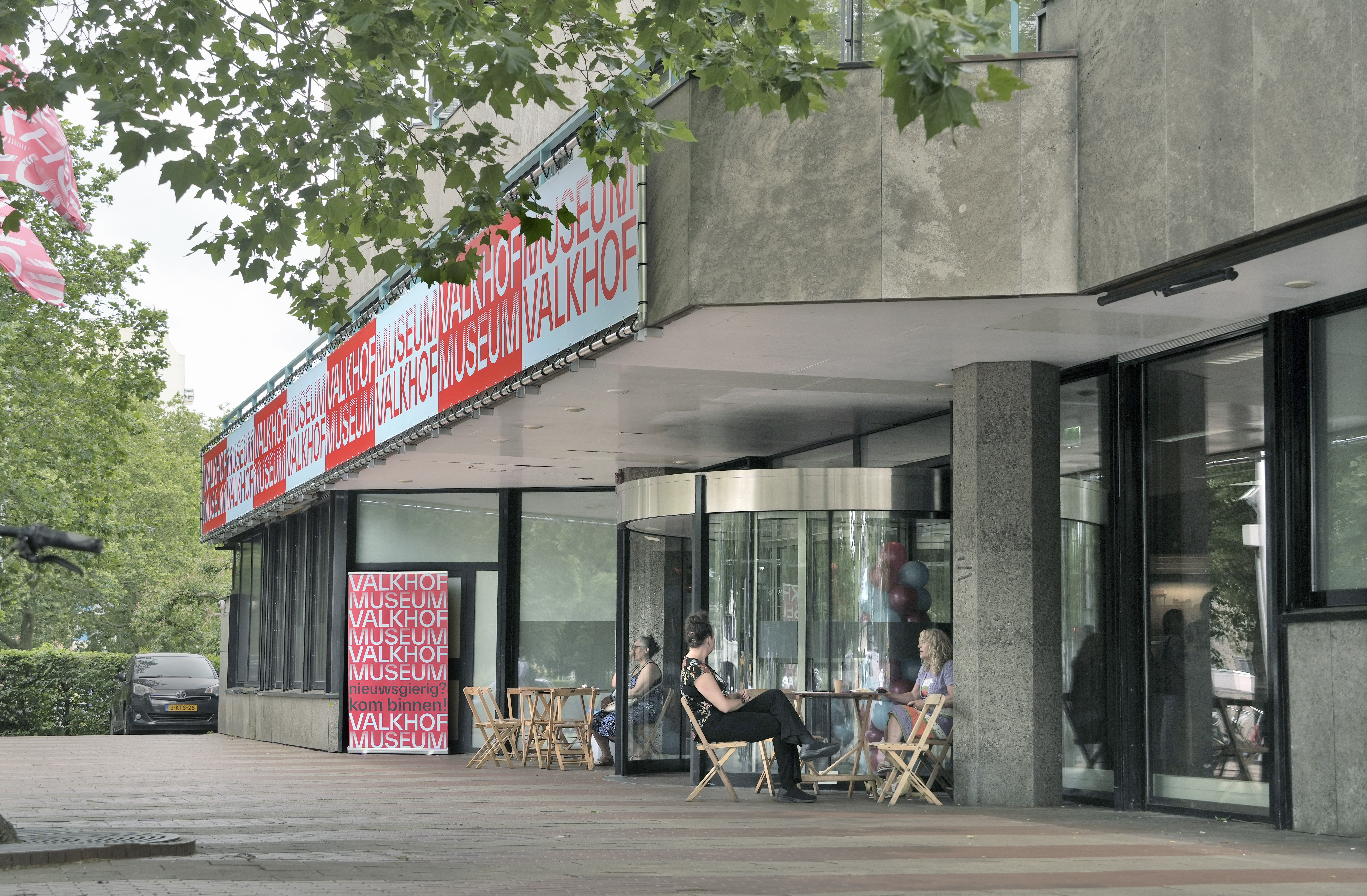
Tijdelijke locatie Valkhof Museum aan het Keizer Karelplein. Foto: Flip Franssen

Het museum staat aan het Kelfkensbos, aan de rand van het park Valkhof. In de Romeinse tijd lag hier een Romeins legerkamp. Later liet keizer Karel de Grote er wellicht een palts (paleis) bouwen. Het huidige gebouw is ontworpen door Ben van Berkel. De strakke lijnen en heldere kleuren van het gebouw contrasteren sterk met het park waarin het gelegen is. De architect koos voor een centrale trappartij, waarvan de onderkant al buiten op het voorplein begint. Het omstreden gebouw kreeg de bijnaam 'Het Zwembad'. Het werd in 1999 geopend door koningin Beatrix.

### Verbouwing
Nadat de gemeente het gebouw in eigendom had verworven werd besloten tot een verbouwing die op 1 oktober 2022 aanvangt. De oorspronkelijke bouwmeester Ben van Berkel kreeg opdracht een nieuw ontwerp te maken. Een deel van de collectie zal gedurende de renovatie vanaf maart 2023 te zien zijn in een voormalig bankgebouw aan het Keizer Karelplein. Ook heropent Museum Kam na een verbouwing. De heropening van Valkhof Museum is naar verwachting in 2025.

## Collectie

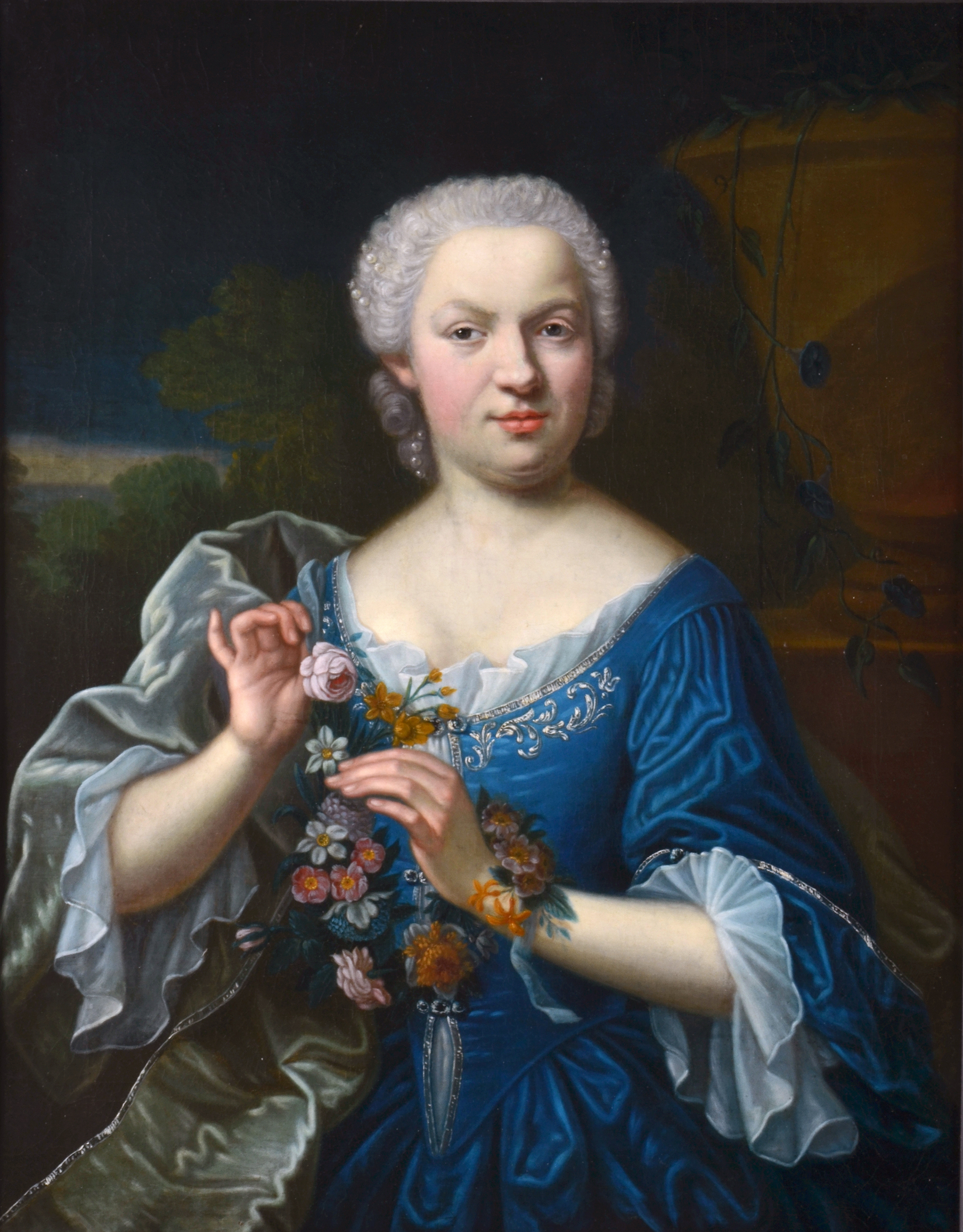
Margaretha Eva Nicolasia Six (1729-1800) door Theodorus Caenen (fl. 1736–1765)

### Archeologie
De afdeling Archeologie heeft een gevarieerde collectie archeologische kunst- en gebruiksvoorwerpen van de Prehistorie, Romeinse tijd en Middeleeuwen van stad en provincie. Thema's als godsdienst, dood en begraven, handel en ambacht werpen licht op het leven van alledag toen Noviomagus (Nijmegen) de belangrijkste Romeinse stad van Nederland was.
Conservator archeologie is dr. M.J.M. Heerschop-Zandstra.

### Oude kunst
De afdeling Oude kunst bestaat uit schilderijen, prenten, tekeningen, beeldhouwwerk en zilveren voorwerpen. Er is gekozen voor een presentatie in thema's.
Conservator oude kunst en cultuurgeschiedenis is Y. Driever.

### Moderne kunst
De afdeling Moderne kunst omvat kunstwerken van na 1960. Sterk vertegenwoordigd zijn werken uit de traditie van de pop art, met zijn populaire beeldcultuur en het hedendaagse expressionisme.
De conservator moderne en hedendaagse kunst is M. Stel.

## Tentoonstellingen
Het museum organiseert verschillende tijdelijke tentoonstellingen per jaar, waaronder in het verleden de tentoonstellingen De gebroeders Van Limburg, De laatste uren van Herculaneum, Luxe en decadentie, Jan Jansen, De wereld van Katherina en De Pest, Moving Stories. Een tijdelijke locatie aan het Keizer Karelplein werd in 2023 voor de tentoonstelling Into the Black Hole omgebouwd tot expositieruimte.

## Afbeeldingen

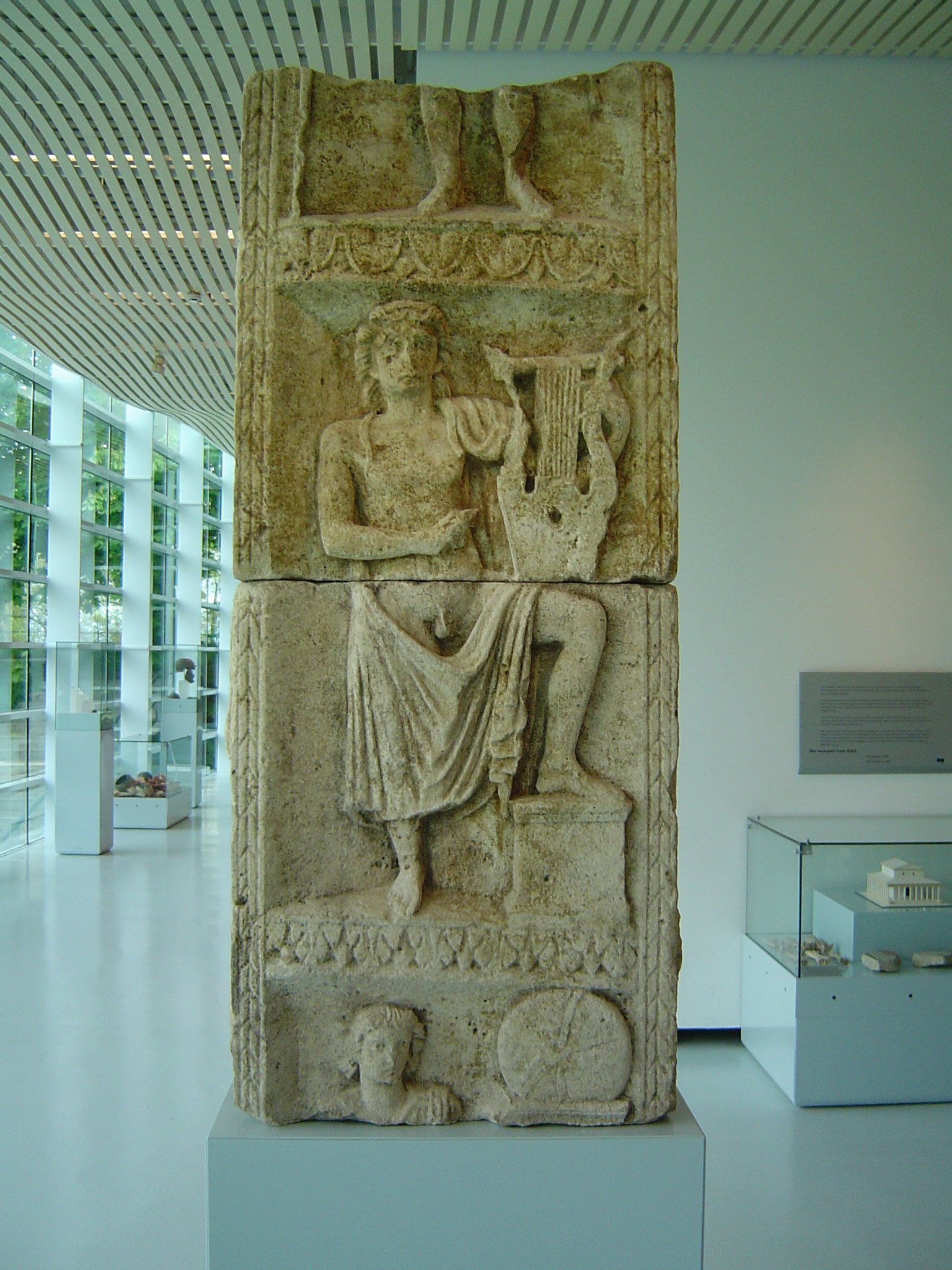
Romeinse godenpijler met onder meer een voorstelling van Apollo
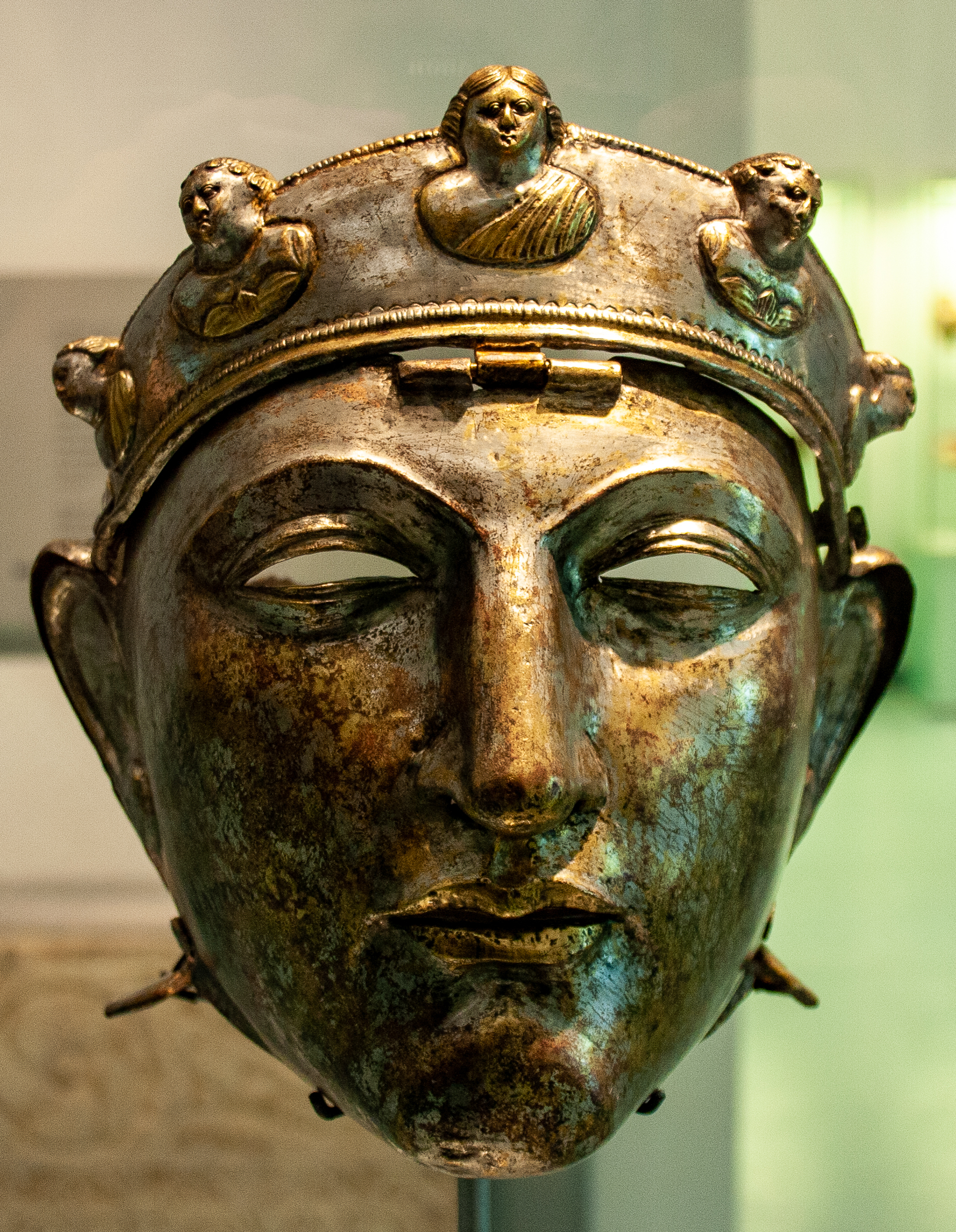
Romeinse helm uit de 1e of 2e eeuw
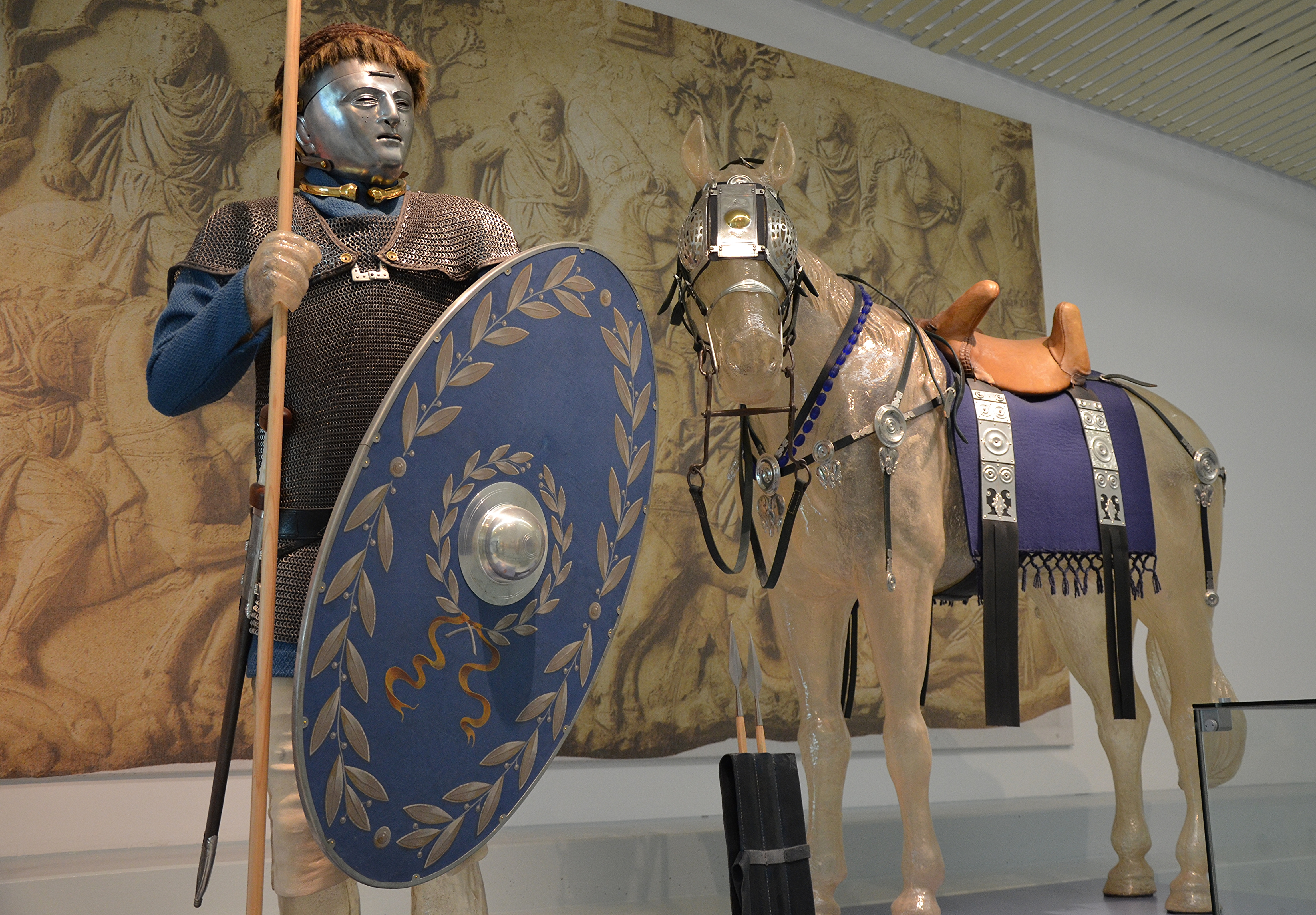
Reconstructie van een ruiter met zijn paard. Wapenrusting van de hippika gymnasia.
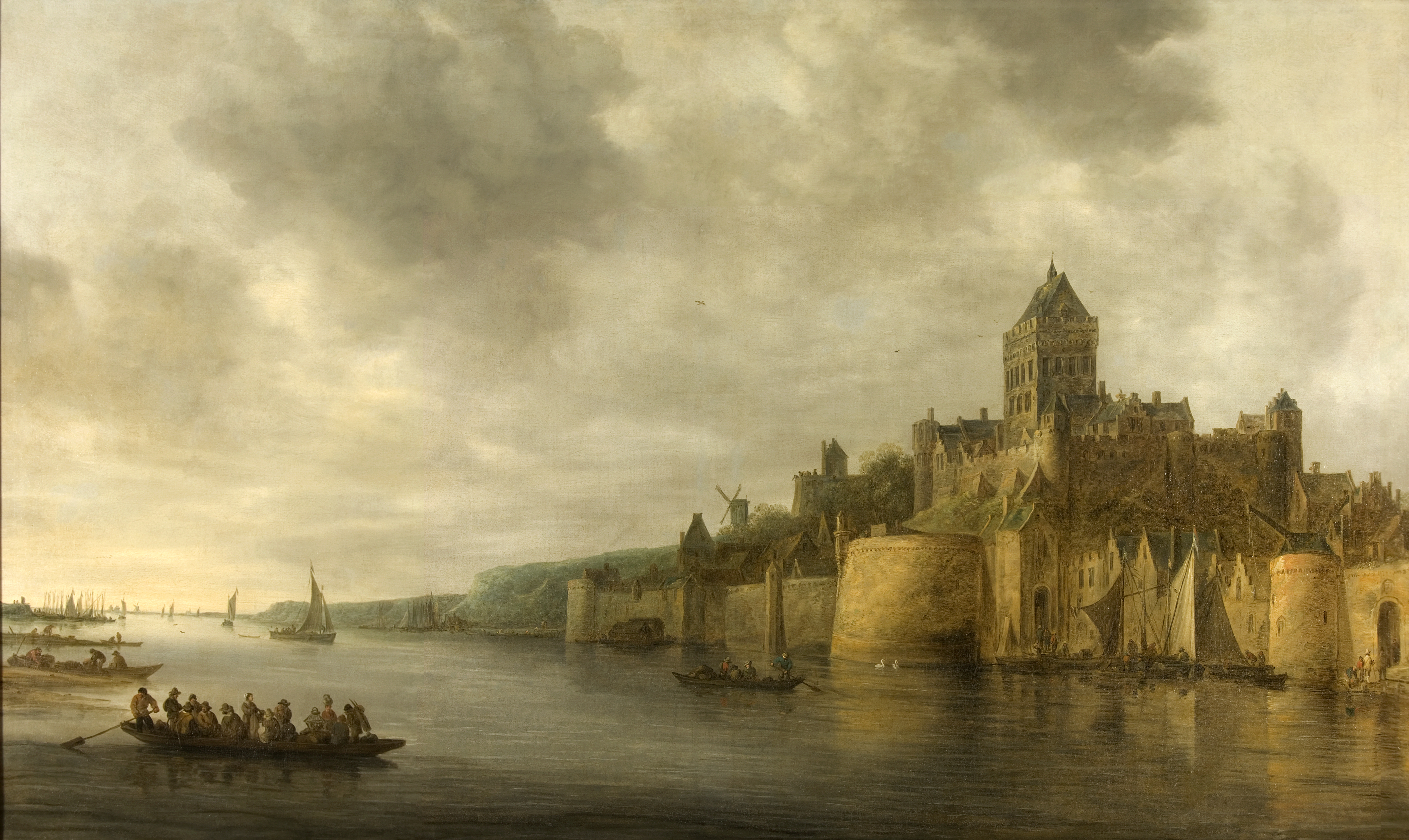
Gezicht op de Waal en de Valkhofburcht door Jan van Goyen, 1641, thans in het stadhuis van Nijmegen.
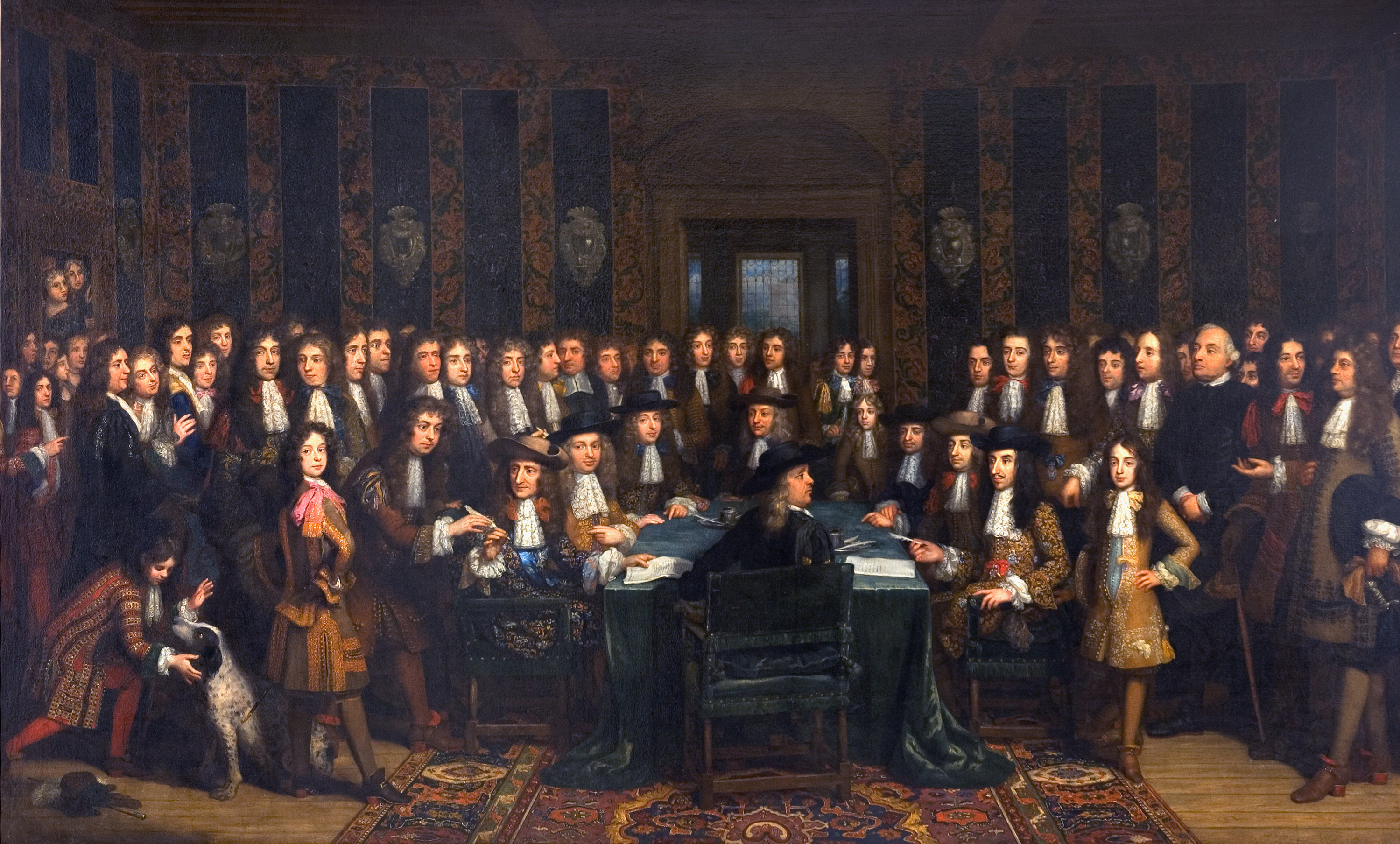
Vrede van Nijmegen. De ondertekening van de Vrede tussen Frankrijk en Spanje, 17 september 1678. Henri Gascard (1635-1701).
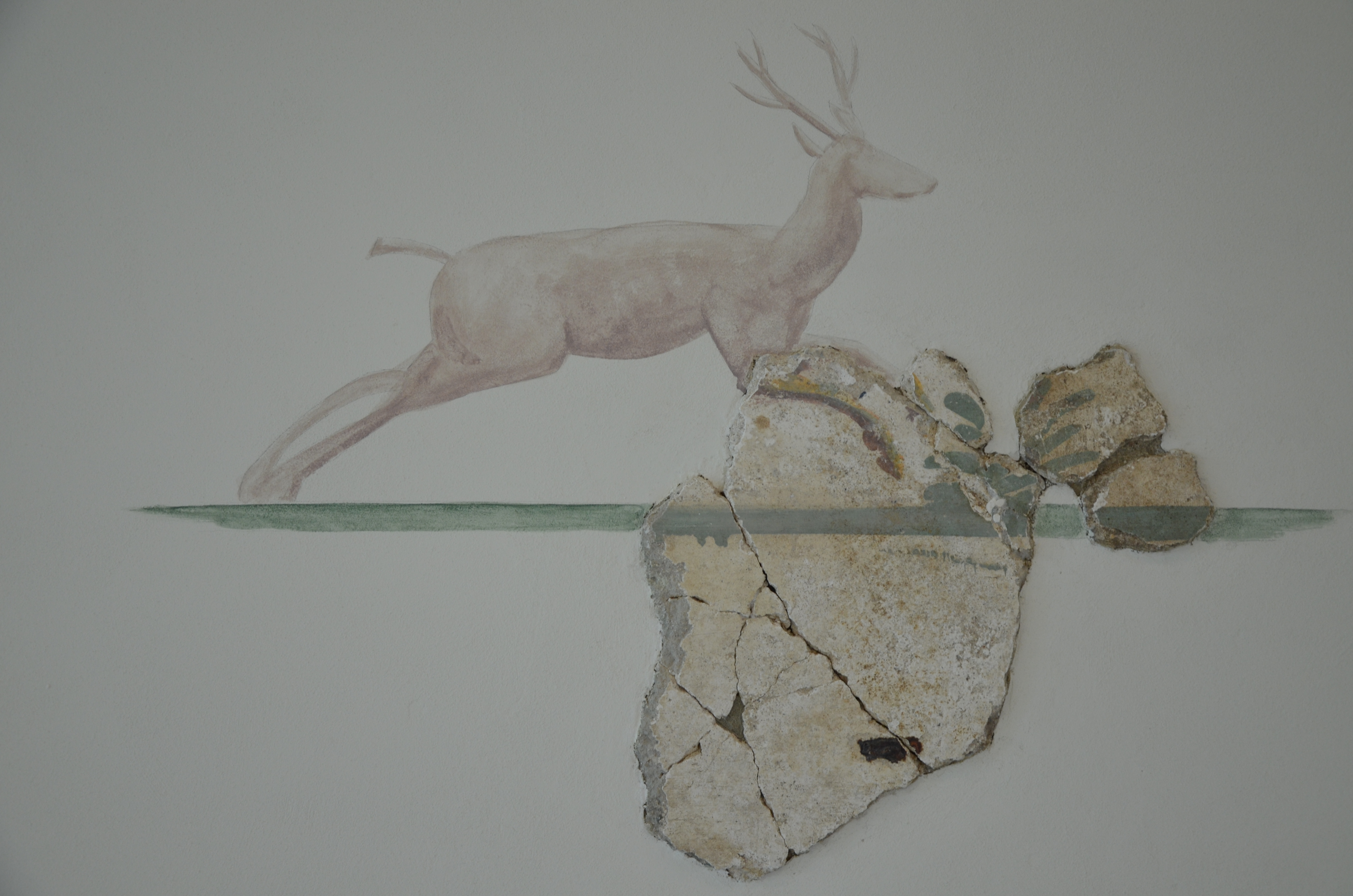
Romeins fresco van een hert.